# Hemisotidae
Hemisotidae é uma família de anfíbios pertencentes à ordem anura, subordem Neobatrachia.
Esta família é constituída pelo género Hemisus com 9 espécies. Habitam zonas tropicais e sub-tropicais, a Sul do deserto do Saara.

## Espécies
- Hemisus barotseensis Channing et Broadley, 2002.
- Hemisus brachydactylus Laurent, 1963.
- Hemisus guineensis Cope, 1865.
- Hemisus guttatus (Rapp, 1842).
- Hemisus marmoratus (Steindachner, 1863).
- Hemisus microscaphus Laurent, 1972.
- Hemisus olivaceus Laurent, 1963.
- Hemisus perreti Laurent, 1972.
- Hemisus wittei Laurent, 1963.